# Haus des Dokumentarfilms
Das Haus des Dokumentarfilms in Stuttgart ist eine Institution zur Sammlung, Förderung und Erforschung des deutschsprachigen und internationalen Dokumentarfilms. 

## Geschichte und Tätigkeitsprofil
Das Haus des Dokumentarfilms wurde im Jahr 1991 gegründet. Als Träger fungiert der am 14. Oktober 1991 in Stuttgart gegründete Verein Europäisches Medienforum Stuttgart e. V. Dieser gemeinnützige Verein ist aus einer Initiative des damaligen Süddeutschen Rundfunks und des Landes Baden-Württemberg hervorgegangen. Mitglieder sind heute das Ministerium für Wissenschaft, Forschung und Kunst Baden-Württemberg, der SWR, die SWR Media Services, die Stadt Stuttgart, die Verwertungsgesellschaft der Film- und Fernsehproduzenten, das ZDF, der WDR, der Rundfunkveranstalter Arte, die MFG Filmförderung, der NDR, die IHK, die Evangelische Landeskirche in Württemberg und die Diözese Rottenburg-Stuttgart.
Seit Januar 2024 ist der Dokumentarfilmemacher Eric Friedler Geschäftsführer und Programmleiter des HDF. Vom Oktober 2019 bis Dezember 2023 hatte Ulrike Becker die Geschäftsführung des Hauses inne. Zuvor war sie seit 1990 als Autorin und Redakteurin beim SWR in den TV-Bereichen Kultur, Doku und Gesellschaft tätig. Ihre Vorgängerin beim HDF war Irene Klünder, die seit 2019 das SWR Doku Festival leitet.
Ursprünglicher Standort der Einrichtung war die Villa Berg, die sich damals im Besitz des SWR beziehungsweise des SDR befand. 2001 zog das HDF in die Königsstraße 1A, 2006 in die Mörikestraße 19 und zuletzt 2014 in den Kulturpark Berg in Stuttgart.
Es veranstaltet regelmäßig Tagungen und Workshops zu aktuellen und historischen Entwicklungen des dokumentarischen Films sowie jährlich den Branchentreff Dokville. Im Haus befindet sich eine Videosammlung bestehend aus rund 10.000 Einzeltiteln, von denen der früheste auf 1896 datiert ist. Nach Eigendarstellung ist die Sammlung „die erste ihrer Art in Europa, die eine so umfassende Präsentation der internationalen Dokumentarfilmgeschichte zur Sichtung zusammenstellt.“
Das Haus des Dokumentarfilms unterhält mit finanzieller Unterstützung die 2001 gegründete Landesfilmsammlung Baden-Württemberg.
Am 18. Juni 2015 begann während der Veranstaltung Dokville die Einführung des neuen Dokumentarfilmportals DOKsite. Dieses Portal soll die filmischen Inhalte der Landesfilmsammlung Baden-Württemberg allen zugänglich machen. Zudem findet man in der DOK-App alles rund um das Thema Dokumentarfilm. Mit den Rubriken Doku News, Doku Kinoprogramm, Dokumentarisches im TV und Dokumentarfilm Festivals kann man sich täglich über die aktuellsten Doku-Ereignisse informieren.